# Jalmari Sauli
Jalmari Sauli (Jalmari Verner Sauli; * 17. August 1889 in Hämeenlinna; † 22. April 1957 in Tampere) war ein finnischer Leichtathlet, Journalist und Schriftsteller.
Bei den Olympischen Spielen 1908 in London wurde er jeweils Siebter im Speerwurf und Kugelstoßen und Achter im Speerwurf (freier Stil). Im Diskuswurf kam er nicht unter die ersten elf.
Von 1911 bis 1914 war er Journalist bei Aamulehti, danach bei Hämeen Sanomat. Er verfasste etwa 40 Bücher, ein Großteil davon Jugendliteratur. 